# Inspektorat Graniczny Straży Celnej „Sambor”

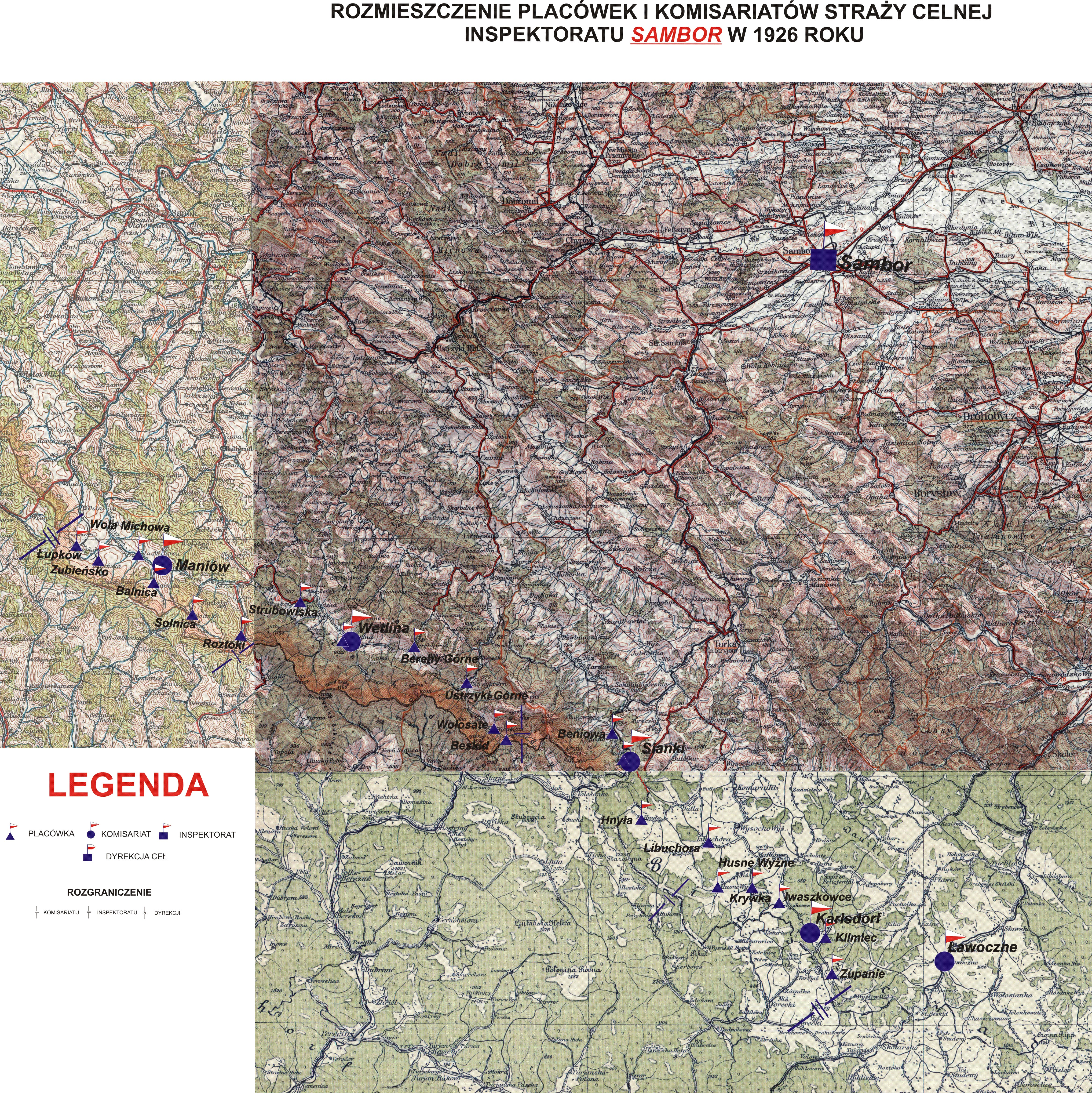
Rozmieszczenie placówek i komisariatów SC Inspektoratu Sambor w „1926” r.

Inspektorat Straży Celnej „Sambor” – jednostka organizacyjna Straży Celnej pełniąca służbę ochronną na granicy polsko-czechosłowackiej w latach 1921–1927.

## Formowanie i zmiany organizacyjne
Na wniosek Ministerstwa Skarbu, uchwałą z 10 marca 1920 roku, powołano do życia Straż Celną. Od połowy 1921 roku jednostki Straży Celnej rozpoczęły przejmowanie odcinków granicy od pododdziałów Batalionów Celnych. Proces tworzenia Straży Celnej trwał do końca 1922 roku. Inspektorat Straży Celnej „Sambor”, wraz ze swoimi komisariatami i placówkami granicznymi, znalazł się w podporządkowaniu Dyrekcji Ceł „Lwów”. W 1926 roku w skład inspektoratu wchodziły 4 komisariaty i 21 placówek Straży Celnej. 
Rozporządzeniem ministra skarbu z 30 czerwca 1927 roku rozpoczęto reorganizację Straży Celnej. Inspektorat Straży Celnej „Sambor” został rozwiązany, a komisariaty weszły w skład nowego inspektoratu granicznego .

## Służba graniczna
Sąsiednie inspektoraty
- Inspektorat Straży Celnej „Dukla” ⇔ Inspektorat Straży Celnej „Dolina”

## Funkcjonariusze inspektoratu
Obsada personalna w 1927:
- kierownik inspektoratu – komisarz Tadeusz Lewak
- pomocnik kierownik inspektoratu – podkomisarz Jan Łoś
- funkcjonariusze młodsi:

przodownik Jan Gliniecki (105)
strażnik Michał Adamiak (1918)
strażnik Władysław Wróblewski (1991)

## Struktura organizacyjna
Organizacja inspektoratu w 1926 roku:
- komenda – Sambor
- komisariat Straży Celnej „Karlsdorf”
- komisariat Straży Celnej „Sianki”
- komisariat Straży Celnej „Wetlina”
- komisariat Straży Celnej „Maniów”